# Laonome albicingillum
Laonome albicingillum är en ringmaskart som beskrevs av Yin Tang Hsieh 1995. Laonome albicingillum ingår i släktet Laonome och familjen Sabellidae. Inga underarter finns listade i Catalogue of Life.